# Куба (Нью-Йорк)
Куба (англ. Cuba) — місто (англ. town) в США, в окрузі Аллегені штату Нью-Йорк. Населення — 3126 осіб (2020).

## Демографія
Згідно з переписом 2010 року, у місті мешкали 3243 особи в 1344 домогосподарствах у складі 902 родин. Було 1771 помешкання
Расовий склад населення:
| - 97,1 % — білих - 0,6 % — чорних або афроамериканців - 0,3 % — азіатів - 0,2 % — корінних американців |

До двох чи більше рас належало 1,0 %. Частка іспаномовних становила 1,3 % від усіх жителів.
За віковим діапазоном населення розподілялося таким чином: 22,0 % — особи молодші 18 років, 60,2 % — особи у віці 18—64 років, 17,8 % — особи у віці 65 років та старші. Медіана віку мешканця становила 44,1 року. На 100 осіб жіночої статі у місті припадало 91,7 чоловіків;  на 100 жінок у віці від 18 років та старших — 89,0 чоловіків також старших 18 років.
Середній дохід на одне домашнє господарство  становив 71 798 доларів США (медіана — 54 088), а середній дохід на одну сім'ю — 87 170 доларів (медіана — 73 594). Медіана доходів становила 44 875 доларів для чоловіків та 41 250 доларів для жінок. За межею бідності перебувало 16,1 % осіб, у тому числі 25,5 % дітей у віці до 18 років та 10,8 % осіб у віці 65 років та старших.
Цивільне працевлаштоване населення становило 1312 осіб. Основні галузі зайнятості: освіта, охорона здоров'я та соціальна допомога — 31,7 %, виробництво — 18,0 %, роздрібна торгівля — 12,9 %.